# 482 Petrina
482 Petrina este un asteroid din centura principală, descoperit pe 3 martie 1902 de către Max Wolf.